# Угловая модуляция
Углова́я модуля́ция — вид модуляции, при которой передаваемый сигнал изменяет либо частоту ω, либо начальную фазу φ, амплитуда не изменяется. Есть прямой и косвенный метод получения данной модуляции. 
Подразделяется соответственно на частотную и фазовую модуляцию. Названа так потому что полная фаза гармонического колебания Ψ(t) = ωt + φ определяет текущее значение фазового угла. 